# Niukbaun
Niukbaun is een bestuurslaag in het regentschap Kupang van de provincie Oost-Nusa Tenggara, Indonesië. Niukbaun telt 1351 inwoners (volkstelling 2010).